# Liste der Kulturdenkmale in der Aacher Altstadt

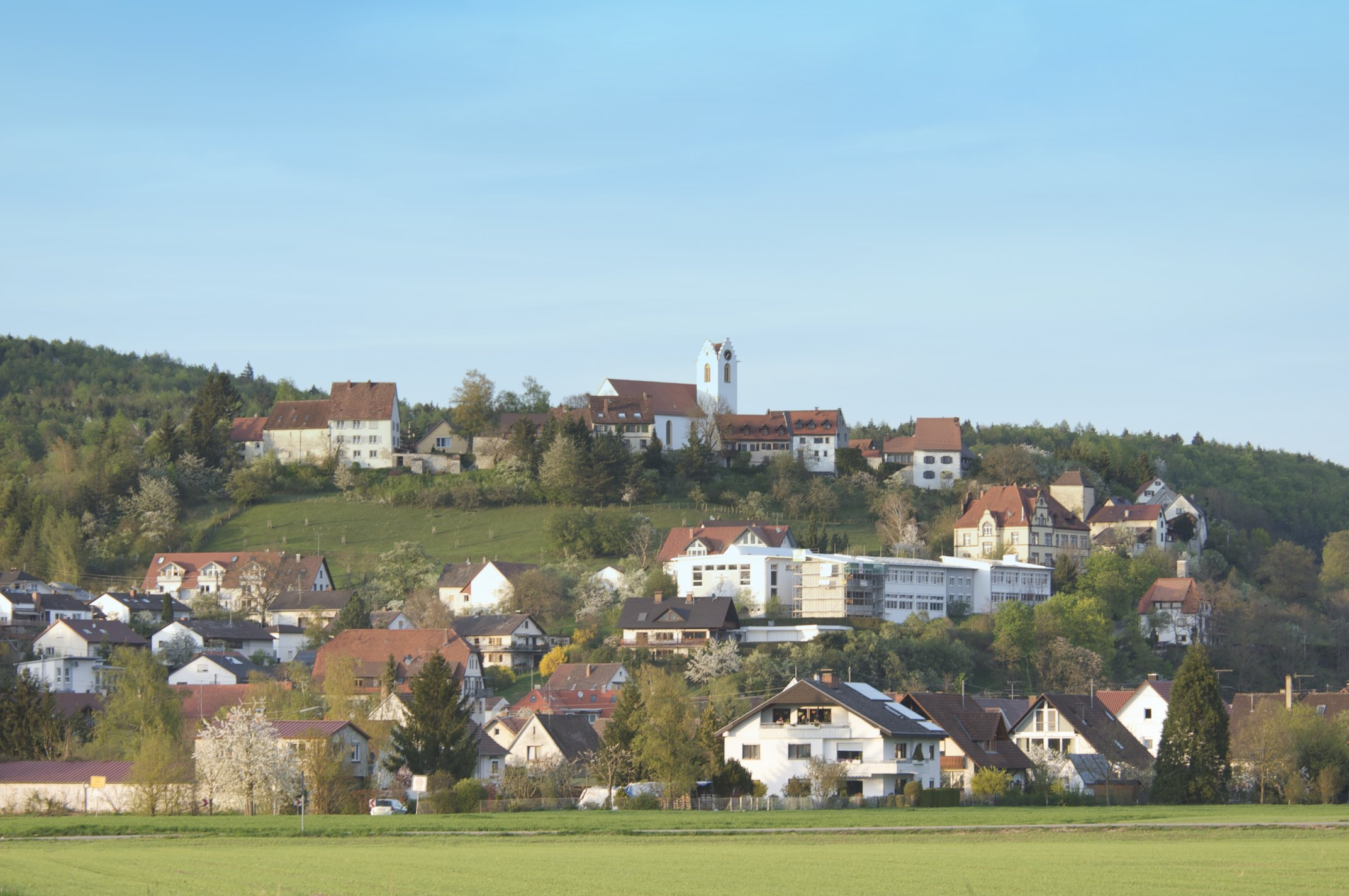

Die Liste der Kulturdenkmale in der Aacher Altstadt umfasst die als Kulturdenkmale gelisteten Gebäude in der als Gesamtanlage geschützten Altstadt von Aach gemäß dem denkmalpflegerischen Werteplan. Die eigentliche Denkmalliste auch für den Rest des Stadtgebiets ist wie die meisten in Baden-Württemberg nichtöffentlich und kann nur bei „berechtigtem Interesse“ eingesehen werden.

## Allgemein
- Bild: Zeigt ein ausgewähltes Bild aus Commons, „Weitere Bilder“ verweist auf die Bilder im Medienarchiv Wikimedia Commons.
- Bezeichnung: Nennt den Namen, die Bezeichnung oder die Art des Kulturdenkmals.
- Lage: Straßenname und Hausnummer oder Flurstücknummer des Kulturdenkmals, gegebenenfalls auch den Ortsteil. Die Grundsortierung der Liste erfolgt nach dieser Adresse. Der Link (Karte) führt zu verschiedenen Kartendiensten mit der Position des Kulturdenkmals. Fehlt dieser Link, wurden die Koordinaten noch nicht eingetragen. Sind diese bekannt, können sie über ein Tool mit einer Kartenansicht einfach nachgetragen werden. In dieser Kartenansicht sind Kulturdenkmale ohne Koordinaten mit einem roten bzw. orangen Marker dargestellt und können durch Verschieben auf die richtige Position in der Karte mit Koordinaten versehen werden. Kulturdenkmale ohne Bild sind an einem blauen bzw. roten Marker erkennbar.
- Datierung: Baubeginn, Fertigstellung, Datum der Erstnennung oder grobe zeitliche Einordnung entsprechend des Eintrags in der zuständigen Denkmaldatenbank (Landesamt für Denkmalpflege Baden-Württemberg).
- Beschreibung: Kurzcharakteristik des Kulturdenkmals.

Die Beschreibung folgt dem denkmalpflegerischen Werteplan.
| Bild           | Bezeichnung                      | Lage                            | Datierung            | Beschreibung | ID |
| -------------- | -------------------------------- | ------------------------------- | -------------------- | --- | -- |
|                | Brunnenhaus, Oberes Brunnenhäusl | Stadtstraße, bei Nr. 10 (Karte) |                      | Zweigeschossiger quadratischer Turm mit massivem Erdgeschoss, unverputztem Fachwerkobergeschoss und Zeltdach. 1756: Beuroner Mönche bauen eine 832 Schritt (= 243 Meter) lange bleierne Deichelleitung von der Aachquelle zum „Oberen Brunnenhäusls“. 1924: Inbetriebnahme der städtischen Wasserversorgung und damit verbundener Stilllegung des „Oberen Brunnenhäusls“. Geschützt nach § 2 DSchG |    |
|                | Wegkreuz                         | Schulstraße (Karte)             | 1895                 | Errichtung gemäß Inschrift 1895. Historisierendes Sandsteinwegkreuz auf doppeltem Postament mit Kartusche, gusseiserner Corpus Christi. Geschützt nach § 2 DSchG |    |
|                | Wasserreservoir                  | Oberdorfstraße (Karte)          | 1924                 | Errichtung als Ersatz für die Brunnenhäuser 1924. Verputzter klassizistischer Massivbau im Stil englischer Landschaftsgärten. Portikus mit Zufahrtsrampen, Attikabalustraden, mittiger Brunnenschale. Geschützt nach § 2 DSchG |    |
|                | Stadtbefestigung                 | entlang der Stadtstraße (Karte) | seit 13. Jh.         | Älteste Teile 13. Jahrhundert, große Zerstörungen im Bauernkrieg 1525/1526, Rekonstruktion Mauerkrone 1962. Zweischaliges Bruchsteinmauerwerk, an der Nordseite verfüllter Graben. Nördliches, oberes Stadttor im 19. Jahrhundert abgerissen, südliches, unteres Ersterwähnung 1150, Erneuerungen 1668 und 1978. Bruchstein-Schalenturm über Rundbogentor, Fachwerk auf stadtzugewandter Seite, Walmdach. Geschützt nach § 28 DSchG |    |
|                | Erstes/Unteres Torhaus           | Stadtstraße 5 (Karte)           | 17./18. Jh.          | Erbauung im 17./18. Jahrhundert, Erweiterung 1977. Zweigeschossiger Bau mit Fachwerkobergeschoss und Satteldach, Wohnteil mit Giebelseite direkt am Tor. Rückwärtig ehemalige Ökonomie. Geschützt nach § 2 DSchG |    |
|                | Zweites/Oberes Torhaus           | Stadtstraße 7 (Karte)           |                      | Verputzter massiver Traufseitbau mit hohem Kellergeschoss, Erdgeschoss und Satteldach; nördlicher Anbau modern. Das Obere Tor bildete den Abschluss des Zwingers. Vor dessen Westwand befand sich der vermutlich einzige Tiefbrunnen der Stadt. Der Zwinger mit Schützenhäuschen diente der Aacher Bürgerwehr als Übungsplatz. 1494: Unterbringung der Judenschule. 1945: Schwere Beschädigung durch Weltkriegsbombe. Geschützt nach § 2 DSchG |    |
|                | Stadttorkel                      | Stadtstraße 11 (Karte)          | seit Spätmittelalter | Kellergewölbe der Torkel Spätmittelalter, Hauptgebäude bei Erhalt von Altsubstanz nach Stadtbrand 1884, verputzte Fachwerkscheune nach 1884, Urkundenhäuschen auf alten Grundmauern nach 1884. Komplettinstandsetzung 1980. Hauptgebäude traufständiger verputzter Bruchsteinbau mit Satteldach und südlichem Scheinfachwerkgiebel, nördlich ehem. Ökonomieteil; Fassade gemäß Straßenverlauf abknickend; rückwärtige Wiederkehr, steinerne Fenstergewände. Früherer Sitz der Marktkommission, Urkundenhäuschen, traufständiger erdgeschossiger Massivbau mit Satteldach, verbretterter Kniestock, Giebellaube mit Zugang außen, hölzerner Verschlag in südlicher Richtung. Geschützt nach § 2 DSchG |    |
|                | Wohnhaus                         | Stadtstraße 21 (Karte)          |                      | Erbauung am nördlichen Eck der Stadtmauer im 16. Jahrhundert, Ersetzung Ökonomie durch Querbau Anfang des 20. Jahrhunderts. Wohnteil eines früheren Quereinhauses. Zweigeschossiger verputzter Massivbau mit Satteldach, innen Bohlenbalkendecke. Geschützt nach § 2 DSchG | BW |
|                | Wohnhaus                         | Stadtstraße 25 (Karte)          | 18. Jh.              | Errichtung im 18. Jahrhundert, anschließendes Oberes Stadttor im 19. Jahrhundert abgerissen. Dreigeschossiger massiver Traufseitbau mit Satteldach mit Aufschiebling. Giebelversatz längs ist Relikt des Stadttores. Geschützt nach § 2 DSchG | BW |
|                | Altes Rathaus                    | Stadtstraße 38 (Karte)          | 1560                 | Erbauung gemäß Inschrift 1560, Rathaus und Schule bis 1930, Zugang auf Traufseite seit 20. Jahrhundert. Giebelständiger dreigeschossiger Massivbau mit hohem Sockelgeschoss aus verputztem Bruchstein; Satteldach, Treppengiebel und quadratische Fenster in zwei Achsen; ehemals zweiläufige Freitreppe; innen Holzvertäfelung, Kassettendecke aus Erbauungszeit, alte Türen und Beschläge. Geschützt nach § 28 DSchG |    |
|                | Altes Gerichtshaus               | Stadtstraße 40 (Karte)          | seit 16. Jh.         | Erbauung auf Resten des Vorgängerbaus im 16. Jahrhundert, Instandsetzung mit Errichtung eines hölzernen Anbaus 1994. Zweigeschossiger Traufseitbau mit Satteldach; Erdgeschoss verputzter Bruchstein, Obergeschoss verputztes Fachwerk, Eckquaderung, Triforienfenster am südöstlichen Giebel; innen wertvolle Ausstattung wie Türen, Putze und Böden. Geschützt nach § 2 DSchG | BW |
|                | Schulhaus mit Lehrerwohnung      | Stadtstraße 43 (Karte)          | seit 1540            | Zweigeschossiger Traufseitbau mit Satteldach, Obergeschoss freiliegendes Fachwerk mit gleichmäßiger Fensteranordnung. 1540: Erstes Schulhaus (Vorgängerbau) mit Ökonomie, Lehrerwohnung und Schulgarten 1763: Der erste nachgewiesene Lehrer ist Franz Thurner. 1903: Neubau eines Schulgebäudes. 1972: Umbaumaßnahmen; dann als Kindergarten genutzt. Geschützt nach § 2 DSchG |    |
|                | Pfarrhaus                        | Stadtstraße 44 (Karte)          | 1614                 | Erbauung gemäß Inschrift im Wappenstein 1614, Wiederaufbau Anbau (Pfarrscheune) nach Brand 1973. Pfarrhaus dreigeschossiger massiver Traufseitbau mit Satteldach, zwei- bis dreifach aneinandergereihte Fenster, zugemauerte Rundbogenpforte, Wappenstein Marcus Sitticus’ von Hohenems; zweigeschossige Pfarrscheune mit Satteldach mit Giebelfenster aus dem Mittelalter; Pfarrgärten mit Baumbestand und Zaun aus dem 18. Jahrhundert. Geschützt nach § 28 DSchG |    |
|                | Kaplanei                         | Stadtstraße 46 (Karte)          | seit 1306            | Noch Teile (Torkelkeller, westliches Erdgeschoss) des Vorgängerbaus von 1306, Neubau von 1868/1870. Eingeschossiger verputzter Bruchsteinbau mit Walmdach und gemalter Eckquaderung; am nordöstlichen Giebel Schlitzfenster (früher zu Ökonomiegebäuden), Doppelfenster aus dem 14. Jahrhundert, sonst historisierende Sandsteinrahmenfenster von 1868/1870; Einfriedung mit klassizistischen Kunststeinpylonen und schmiedeeisernem Staketenzaun, teilweise Mauer aus Bruchstein, Ende 19. Jahrhundert und älter; historische Grünfläche. | BW |
| Weitere Bilder | Pfarrkirche St. Nikolaus         | Stadtstraße 48 (Karte)          | seit 12. Jh.         | Unterbau des Turms 12. Jahrhundert, Staffelgiebel, Maßwerkfenster und Kirchenschiff spätgotisch, Barockisierung mit weitgehendem Neubau des Chors 1736/1738, Regotisierung 1885, Innenrenovierungen 1970 und 2010; barocke Ausstattung 18. Jahrhundert. Massive Saalkirche mit Polygonalchor, südlichem Chorflankenturm und nördlicher Sakristei. Geschützt nach § 28 DSchG |    |
|                | Brunnenhaus                      | Stadtstraße 52 (Karte)          | 1756                 | Gebaut von Beuroner Mönchen 1756, betrieben bis 1924. Erdgeschossiger verputzter Massivbau mit Walmdach und hölzernem Verschlag an der Seite. Geschützt nach § 2 DSchG |    |